# Samanta Schweblin

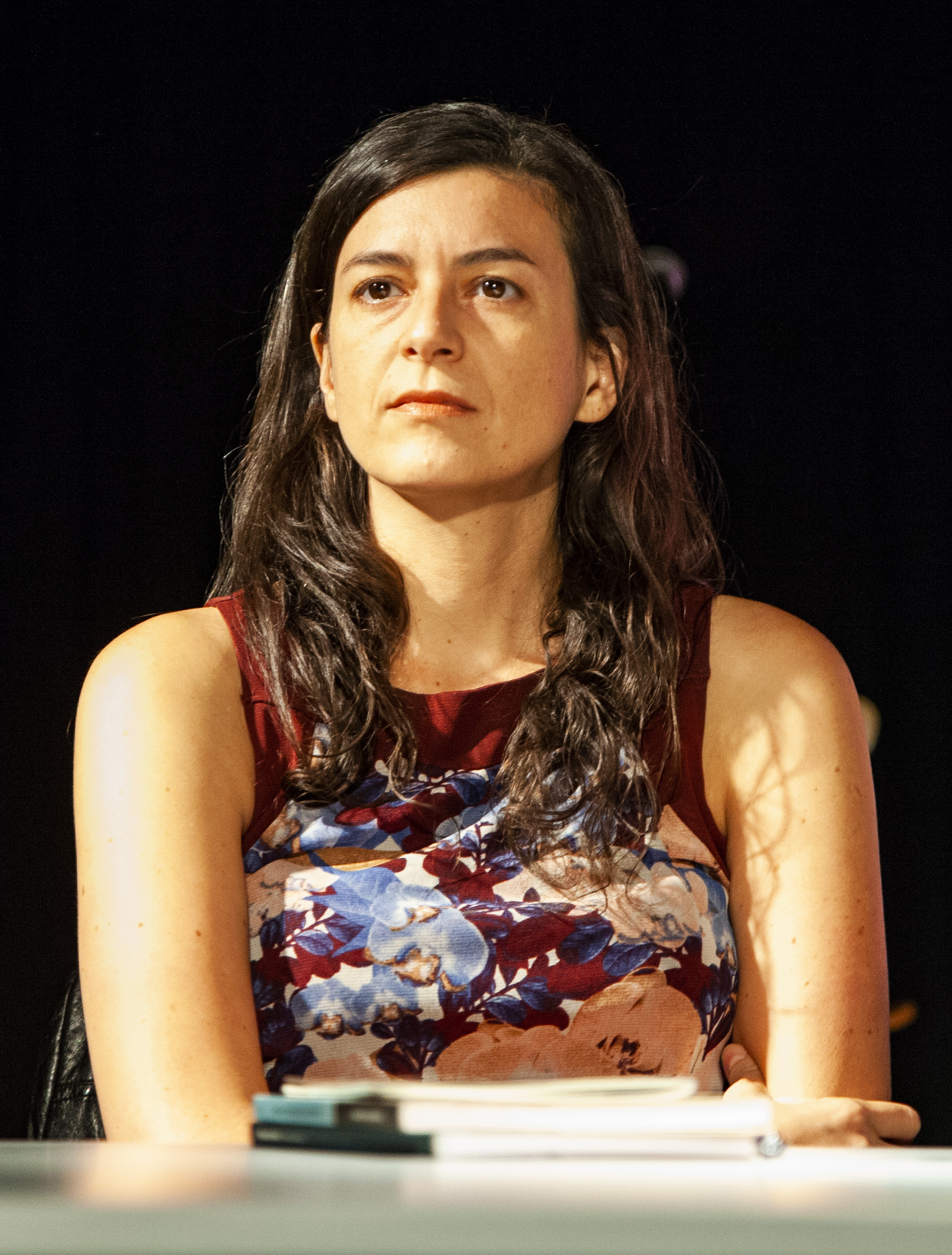
Samanta Schweblin (2018)

Samanta Schweblin (geboren am 8. März 1978 in Buenos Aires) ist eine argentinische Schriftstellerin.

## Leben
Samanta Schweblin wuchs in der argentinischen Hauptstadt auf und studierte Filmwissenschaft an der Universidad de Buenos Aires. Dabei lernte sie Drehbücher und Sitcoms zu schreiben. Nach ihrem Studienabschluss gründete sie zunächst eine Agentur für Webdesign, um finanziell unabhängig zu sein, während sie in den Berufsweg als Schriftstellerin startete. Bereits ihr erstes Buch mit Kurzgeschichten, El núcleo del Disturbio, brachte ihr im Dezember 2001 den Literaturpreis Fondo Nacional de las Artes ein, den bedeutendsten des Landes. Auch den Concurso Nacional Haroldo Conti gewann sie für ihre Debüt-Veröffentlichung.
Ihr zweites Buch, der Kurzgeschichtenband Pájaros en la boca (dt.: Die Wahrheit über die Zukunft), war noch erfolgreicher, insofern Übersetzungen in zwölf Ländern erschienen. Sie gewann damit den Premio Casa de las Américas sowie zwei internationale Residenz-Stipendien, eines des mexikanischen Staats in Oaxaca und eines der Civitalla Ranieri Stiftung in Umbrien und der Toscana. 2013 wurde sie von der Shanghai Writers’ Association zu einem zweimonatigen Aufenthalt im Rahmen des Shanghai Writers’ Programs eingeladen. Im Jahr 2010 war sie Teil der Best-of-Young-Spanish-Language-Novelists-Liste der bedeutenden britischen Literaturzeitschrift Granta. Schweblin war 2012 Teilnehmerin des Internationalen Literaturfestivals Berlin. Von Juni 2012 bis Juni 2013 war sie als DAAD-Stipendiatin erneut in Berlin, gemeinsam mit ihrem Ehemann Maximiliano, einem Fotografen und Gastronomen.
Im September 2014 erschien ihr erster Roman Distancia de rescate (Penguin Random House 2014).
2015 gewann sie den IV Premio Internacional de Narrativa Breve für das Buch Siete casas vacías. Der mit 50.000 Euro dotierte Preis gilt als der bedeutendste Preis für spanischsprachige Erzählungen. 2017 wurde die englische Übersetzung von Distancia de rescate (Fever Dream) auf die Shortlist des Man Booker International Prize gesetzt.
Seit 2006 gibt Schweblin Workshops in kreativem Schreiben, unter anderem in Oaxaca, Havanna, Stockholm, Peking und Berlin.
Im Wintersemester 2020/21 hatte sie die Samuel-Fischer-Gastprofessur für Literatur am Peter-Szondi-Institut der Freien Universität Berlin inne.
Schweblin lebt und arbeitet in Berlin.

## Stilistik
Eine Besonderheit ihres Schreibstils ist die lakonisch-prägnante Diktion. Schweblins intentional reduzierte und präzise Wortwahl lässt viel Raum für das Vorstellungsvermögen der Leser. Sie erzielt eine plastische Wirkung, ohne die an sich verstörenden Bestandteile ihrer Settings auszuformulieren. Ähnlich wie von Franz Kafka bekannt, wählt sie einen nahezu fragmentarischen Ansatz. Häufig geht sie in medias res in die Geschichte und lässt das Ende offen. Die Literaturkritiker rückten ihre Geschichten oft in eine „Traditionslinie der lateinamerikanischen Erzählung zwischen Neo-Phantastik und magischem Realismus“ und verglichen sie mit Autoren wie Julio Cortázar, Jorge Luis Borges und Adolfo Bioy Casares.

„Rhythm and tension are what I love most when I write.“

„Rhythmus und Spannung gefallen mir beim Schreiben am meisten.“

## Publikationen
- El núcleo del Disturbio, Erzählungen, Planeta, 2002
- Pájaros en la boca, Erzählungen, Planeta 2008, Emece 2009, ISBN 978-950-04-3172-9
  - Die Wahrheit über die Zukunft, Erzählungen,[11] aus dem Spanischen von Angelica Ammar, Suhrkamp Verlag, Berlin 2010. 133 S., ISBN 978-3-518-42142-0
- Distancia de rescate, Roman, Random House Mondadori 2014, ISBN 978-987-3650-44-4
  - Das Gift, Roman,[12] aus dem Spanischen von Marianne Gareis, Suhrkamp Verlag, Berlin 2015. 126 S., ISBN 978-3-518-42503-9
- Siete casas vacías, Páginas de Espuma 2015, ISBN 978-84-8393-185-1[13]
  - Sieben leere Häuser, Erzählungen, aus dem Spanischen von Marianne Gareis, Suhrkamp Verlag, Berlin 2018. 150 S., ISBN 978-3-518-42804-7
- Kentukis, Roman, Literatura Random House, 2018,[14]
  - Hundert Augen, Roman, aus dem Spanischen von Marianne Gareis, Suhrkamp Verlag, Berlin 2020. 252 S., ISBN 978-3-518-42966-2[15]
  - Little Eyes, Roman, übers. Megan McDowell, Riverhead Books. 2020[16]
- El buen mal, Random House, 2025

## Auszeichnungen
- 2001: Fondo Nacional de las Artes Premio für den Erzählband El núcleo del Disturbio
- 2002: Erster Preis des Concurso Nacional Haroldo Conti für ihre Kurzgeschichte Hacia la alegre civilización de la capital
- 2008: Premio Casa de las Américas für den Erzählband Pájaros en la boca
- 2012: Premio Juan Rulfo für die Erzählung Un hombre sin suerte[17]
- 2014: Premio Konex[18]
- 2015: Premio de Narrativa Breve Ribera del Duero für Siete casas vacías.
- 2018: Shirley Jackson Award für die englische Übersetzung ihrer Erzählung Fever Dream
- 2022: National Book Award for Translated Literature für die englische Übersetzung (Megan McDowell) ihrer Kurzgeschichten Seven Empty Houses (Siete casas vacías)

## Belege
1. ↑  Biografisches zu Samanta Schweblin (Memento des Originals vom 23. September 2015 im Internet Archive)  Info: Der Archivlink wurde automatisch eingesetzt und noch nicht geprüft. Bitte prüfe Original- und Archivlink gemäß Anleitung und entferne dann diesen Hinweis., Berliner Künstlerprogramm 2010
2. ↑  Granta-Profil Samanta Schweblin
3. ↑  Samanta Schweblin – Fellows – Civitella Ranieri (Memento des Originals vom 1. August 2015 im Internet Archive)  Info: Der Archivlink wurde automatisch eingesetzt und noch nicht geprüft. Bitte prüfe Original- und Archivlink gemäß Anleitung und entferne dann diesen Hinweis.
4. ↑  Xu Wenwen: Foreign writers feel pull of their hometowns. In: Shanghai Daily. 26. September 2013, abgerufen am 19. November 2014.
5. 1 2 3 4  Biografisches Profil der Autorin beim ilb 2012
6. ↑  Lokal „Gloria“ Kulinarisches Kino. In: Der Tagesspiegel. 2. September 2013, abgerufen am 12. August 2015.
7. ↑  La argentina Samanta Schweblin gana el Premio Ribera del Duero de relatos, eleconomista.es vom 9. April 2015, abgerufen am 4. August 2015 (spanisch)
8. ↑  Samuel Fischer-Gastprofessur für Literatur. Freie Universität Berlin, abgerufen am 23. Februar 2021 (deutsch).
9. ↑  Interview mit Samanta Schweblin in The Short Form 2010
10. ↑  Interview mit Samanta Schweblin in The Short Form 2010
11. ↑  In der Schwebe, Rezension zu Samanta Schweblin: „Die Wahrheit über die Zukunft“ im Deutschlandradio Kultur vom 4. Juni 2010, abgerufen am 4. August 2015.
12. ↑  Samanta Schweblin: „Das Gift“: Der Reiz der Verstörung, Rezension im Deutschlandradio Kultur vom 3. August 2015
13. ↑  https://www.goodreads.com/book/show/25624832-siete-casas-vac-as
14. ↑  Samanta Schweblin: Kentukis. Primera edición Auflage. Barcelona 2018, ISBN 978-84-397-3489-5.
15. ↑  Hundert Augen von Samanta Schweblin – Suhrkamp Insel Bücher Buchdetail. Abgerufen am 21. März 2021.
16. ↑  Riverhead Books (5. Mai 2020)
17. ↑  Vorstellung der Schriftstellerin Samanta Schweblin in der Universität Köln, Embajada de la República Argentina 16. Januar 2013, abgerufen am 12. August 2015.
18. ↑  Samanta Schweblin Premio Konex 2014: Cuento: Quinquenio 2009–2013

| Personendaten    | Personendaten                  |
| ---------------- | ------------------------------ |
| NAME             | Schweblin, Samanta             |
| KURZBESCHREIBUNG | argentinische Schriftstellerin |
| GEBURTSDATUM     | 8. März 1978                   |
| GEBURTSORT       | Buenos Aires                   |